# Jarmila Klimešová
Jarmila Klimešová (* 9. Februar 1981 in Šumperk) ist eine tschechische Speerwerferin. 
Klimešová gewann die Junioren-Weltmeisterschaften 2000 in Santiago de Chile. 2003 wurde sie im polnischen Bydgoszcz U23-Weltmeisterin mit einer Weite von 60,54 Metern. Später nahm sie an den Weltmeisterschaften 2003, den Olympischen Spielen 2004, den Europameisterschaften 2006 und den Olympischen Spielen 2008 teil, wo sie jedoch jeweils in der Qualifikation scheiterte. Ihre persönliche Bestleistung liegt bei einer Weite von 62,60 Metern, die sie im Juni 2006 in Prag erzielte.  